# فرودگاه نیو مارکت
 فرودگاه نیو مارکت (به انگلیسی: New Market Airport) یک فرودگاه همگانی بهره‌برداری هوایی است که یک باند فرود آسفالت دارد و طول باند آن ۸۹۰ متر است. این فرودگاه در شهر نیو مارکت، ویرجینیا کشور ایالات متحده آمریکا قرار دارد و در ارتفاع ۲۹۷ متری از سطح دریا واقع شده است.